# Gran Premio motociclistico delle Nazioni 1959
Il Gran Premio motociclistico delle Nazioni fu l'ultimo appuntamento del motomondiale 1959.
Si svolse il 6 settembre 1959 presso l'Autodromo di Monza. Erano in programma tutte le classi tranne i sidecar.
La giornata si aprì con le gare nazionali per le categorie 125 Sport e 175 Sport, entrambe vinte da Francesco Villa su Ducati (da segnalare il 4º posto in 175 di Renzo Pasolini).
Il programma del Mondiale iniziò alle 11.30 con la classe 125, vinta a sorpresa da Ernst Degner (alla sua prima vittoria iridata) davanti a Carlo Ubbiali.
Seguì nel pomeriggio la 350, agevolmente vinta da John Surtees.
La 250 vide ancora Ubbiali e Degner come protagonisti, ma a ruoli invertiti: a vincere questa volta fu il bergamasco, che ottenne il suo settimo titolo mondiale.
In 500 ennesima vittoria di Surtees (che doppiò tutti tranne il suo compagno di Marca Remo Venturi) in una gara funestata dalla morte di Adolfo Covi, caduto alla curva del "Vialone".

## Classe 500

### Arrivati al traguardo
| Pos. | Pilota              | Moto      | Tempo      | Punti |
| ---- | ------------------- | --------- | ---------- | ----- |
| 1    | John Surtees        | MV Agusta | 1h 05' 07" | 8     |
| 2    | Remo Venturi        | MV Agusta | +1' 13" 9  | 6     |
| 3    | Geoff Duke          | Norton    | +1 giro    | 4     |
| 4    | Bob Brown           | Norton    | +1 giro    | 3     |
| 5    | Paddy Driver        | Norton    | +2 giri    | 2     |
| 6    | John Hempleman      | Norton    | +2 giri    | 1     |
| 7    | Ernst Hiller        | BMW       | +2 giri    |       |
| 8    | Hans-Günther Jäger  | BMW       | +3 giri    |       |
| 9    | Karl Untersteggaber | Norton    | +3 giri    |       |
| 10   | Paolo Campanelli    | Norton    | +3 giri    |       |
| 11   | Jacques Insermini   | Norton    | +4 giri    |       |
| 12   | Vasco Loro          | Norton    | +4 giri    |       |
| 13   | Alfredo Milani      | Gilera    | +5 giri    |       |

### Ritirati
| Pilota                   | Moto   | Motivo ritiro        |
| ------------------------ | ------ | -------------------- |
| Emanuele Maugliani       | Gilera |                      |
| Roberto Vigorito         | Norton |                      |
| Artemio Cirelli          | Gilera |                      |
| Luigi Marcelli           | Norton |                      |
| Mike Hailwood            | Norton | cedimento del motore |
| Gary Hocking             | Norton |                      |
| Giuseppe Mantelli        | Gilera |                      |
| Jim Redman               | Norton | cedimento del motore |
| Martinus Van Son         | Norton |                      |
| Dickie Dale              | BMW    |                      |
| Francesco Guglielminetti | Norton |                      |
| Eric Hinton              | Norton |                      |
| Dino Valbonesi           | Gilera |                      |
| Benedetto Zambotti       | Gilera |                      |
| Adolfo Covi              | Norton | caduta               |

## Classe 350
22 piloti alla partenza.

### Arrivati al traguardo
| Pos. | Pilota               | Moto      | Tempo     | Punti |
| ---- | -------------------- | --------- | --------- | ----- |
| 1    | John Surtees         | MV Agusta | 54' 01" 2 | 8     |
| 2    | Remo Venturi         | MV Agusta | +11" 4    | 6     |
| 3    | Bob Brown            | Norton    | +1' 22" 2 | 4     |
| 4    | John Hempleman       | Norton    | +2' 01" 2 | 3     |
| 5    | Paddy Driver         | Norton    | +2' 02" 1 | 2     |
| 6    | Gilberto Milani      | Norton    | +2 giri   | 1     |
| 7    | Alberto Pagani       | Norton    | +2 giri   |       |
| 8    | Horst Kassner        | Norton    | +2 giri   |       |
| 9    | Hans Pesl            | Norton    | +2 giri   |       |
| 10   | Jacques Insermini    | Norton    | +3 giri   |       |
| 11   | Hans Kauert          | AJS       | +4 giri   |       |
| 12   | Martinus Van Son     | Norton    | +4 giri   |       |
| 13   | Hans-Julius Holthaus | NSU       | +5 giri   |       |
| 14   | Lodovico Facchinelli | AJS       | +5 giri   |       |

### Ritirati
| Pilota            | Moto        | Motivo ritiro            |
| ----------------- | ----------- | ------------------------ |
| Geoff Duke        | Norton      |                          |
| Ernesto Brambilla | MV Agusta   | uscita di pista          |
| Libero Liberati   | Moto Morini | problemi di carburazione |
| František Šťastný | Jawa        |                          |
| Dickie Dale       | AJS         |                          |
| Jim Redman        | Norton      |                          |

### Non partiti
| Pilota                | Moto   |
| --------------------- | ------ |
| Eric Hinton           | Norton |
| Gianvittorio Ziglioli | n.d.   |

## Classe 250
27 piloti alla partenza.

### Arrivati al traguardo
| Pos. | Pilota                | Moto        | Tempo     | Punti |
| ---- | --------------------- | ----------- | --------- | ----- |
| 1    | Carlo Ubbiali         | MV Agusta   | 43' 51" 6 | 8     |
| 2    | Ernst Degner          | MZ          | +0"       | 6     |
| 3    | Emilio Mendogni       | Moto Morini | +33" 9    | 4     |
| 4    | Derek Minter          | Moto Morini | +33" 9    | 3     |
| 5    | Luigi Taveri          | MZ          | +46" 9    | 2     |
| 6    | Tommy Robb            | MZ          | +1' 17" 9 | 1     |
| 7    | Gilberto Milani       | Paton       | +1 giro   |       |
| 8    | Arthur Wheeler        | Moto Guzzi  | +1 giro   |       |
| 9    | Mike Hailwood         | MZ          | +1 giro   |       |
| 10   | Geoff Duke            | Benelli     | +1 giro   |       |
| 11   | Adelmo Mandolini      | Moto Guzzi  | +2 giri   |       |
| 12   | Rudi Thalhammer       | NSU         |           |       |
| 13   | Michael Schneider     | NSU         |           |       |
| 14   | Siegfried Lohmann     | Adler       |           |       |
| 15   | Benjamin Savoye       | FB Mondial  |           |       |
| 16   | Günter Beer           | Adler       |           |       |
| 17   | Giordano Bon          | Benelli     |           |       |
| 18   | Gianemilio Marchesani | CM          |           |       |
| 19   | Fabio Ceredi          | Moto Guzzi  |           |       |

### Ritirati
| Pilota            | Moto        | Motivo ritiro |
| ----------------- | ----------- | ------------- |
| Tarquinio Provini | MV Agusta   |               |
| Gianpiero Zubani  | Moto Morini |               |
| Gary Hocking      | MZ          |               |
| Silvio Grassetti  | Benelli     |               |
| Dickie Dale       | Benelli     |               |

## Classe 125
20 piloti alla partenza.

### Arrivati al traguardo
| Pos. | Pilota             | Moto      | Tempo     | Punti |
| ---- | ------------------ | --------- | --------- | ----- |
| 1    | Ernst Degner       | MZ        | 40' 08" 1 | 8     |
| 2    | Carlo Ubbiali      | MV Agusta | +0" 4     | 6     |
| 3    | Luigi Taveri       | Ducati    | +0" 8     | 4     |
| 4    | Derek Minter       | MZ        | +1" 5     | 3     |
| 5    | Tarquinio Provini  | MV Agusta | +2" 6     | 2     |
| 6    | Gary Hocking       | MV Agusta | +7" 5     | 1     |
| 7    | Alberto Pagani     | MV Agusta | +15" 4    |       |
| 8    | Mike Hailwood      | Ducati    | +1' 02" 2 |       |
| 9    | Hans Pesl          | Ducati    | +1 giro   |       |
| 10   | Arthur Wheeler     | Ducati    | +1 giro   |       |
| 11   | Alessandro Brabetz | Ducati    | +2 giri   |       |
| 12   | Roberto Patrignani | Ducati    | +2 giri   |       |
| 13   | Cas Swart          | Ducati    | +2 giri   |       |

### Ritirati
| Pilota          | Moto   | Motivo ritiro |
| --------------- | ------ | ------------- |
| Giuliano Maoggi | n.d.   |               |
| Alberto Capocci | n.d.   |               |
| Rocchi          | n.d.   |               |
| Tommy Robb      | Ducati |               |
| Benjamin Savoye | n.d.   |               |
| Werner Spinnler | Ducati |               |
| Ulf Svensson    | Ducati |               |

## Fonti e bibliografia
- Corriere dello Sport, 7 settembre 1959, pag. 8.
- Risultati della 500 su autosport.com, su autosport.com.